# 大阪府道116号豊能池田線
大阪府道116号豊能池田線（おおさかふどう116ごう とよのいけだせん）は、大阪府豊能郡豊能町から池田市に至る一般府道である。

## 概要
豊能郡豊能町東ときわ台2丁目から池田市木部町に至る。
長らく未供用区間があり全区間が国道423号との重複となっていたが、2019年（平成31年）3月19日に都市計画道路止々呂美吉川線の部分が供用開始された。

### 路線データ
- 起点：豊能郡豊能町[2]東ときわ台二丁目22番[3]（吉川交番前交差点、国道477号交点）
- 終点：池田市[2]木部町147番11[4]（木部町交差点、国道173号交点、国道423号現道上）
- 重要な経過地：箕面市[2]
- 実延長：4,540 m[注釈 1][5]

## 歴史
- 1995年（平成7年）9月1日 - 路線認定[2]。
- 2018年（平成30年）3月28日 - 豊能郡豊能町東ときわ台九丁目21番5から池田市木部町147番11まで延長9434.6 m[注釈 2]が区域決定。箕面市下止々呂美10292番 - 31番1が供用開始[4]。
- 2019年（平成31年）
  - 3月19日 - 箕面市下止々呂美31番1 - 244番供用開始[6]。
  - 4月1日 - 豊能郡豊能町東ときわ台九丁目21番5から箕面市下止々呂美10292番まで延長481.9 mの区域が豊能郡豊能町東ときわ台二丁目22番から箕面市下止々呂美10292番まで延長1388.3 mの区域に変更。豊能郡豊能町東ときわ台九丁目21番5 - 箕面市下止々呂美10292番が供用開始[3]。

## 路線状況
単独区間は都市計画道路止々呂美吉川線の区域にほぼ相当する。止々呂美吉川線は下止々呂美からときわ台二丁目に至る都市計画道路で1996年（平成8年）2月21日に決定され、2003年（平成15年）12月12日に幅員縮小、ルートの変更が行われた。
止々呂美吉川線は豊能郡豊能町内では町道東ときわ台1号線として供されていた。また、箕面市内においては市道止々呂美東西線として都市計画道路止々呂美東西線と共に分岐部から豊能郡豊能町東ときわ台九丁目の区間が2007年（平成19年）5月30日に開通した。残る、起点から止々呂美東西線までの区間は府道路事業と区画整理事業により整備され、道路事業では一般府道豊能池田線（都市計画道路止々呂美吉川線）として箕面有料道路交差点から現道国道423号区間を事業対象に含んでおり、同区間以外では2車線での施行となった。この府道路事業区間は1998年度（平成10年度）に事業採択され、2012年度（平成24年度）水と緑の健康都市第3区域の方針を見極めるために国道重複区間を除き事業も中断していたが、第3区域が整備を続行すること、新名神高速道路箕面とどろみICや箕面有料道路へのアクセス道路となることから2014年度（平成26年度）に再開され、箕面森町区間のうち第3区域の北側区間が2018年（平成30年）3月28日に、南側区間が2019年（平成31年）3月19日に開通した。
また、池田市内の国道423号との重用区間に本道路のバイパス計画として豊能池田線伏尾バイパス事業があるが、箕面有料道路の開通などにより交通量、大型車混入率がともに減少したことから2012年度（平成24年度）に事業休止となった。

### 重複区間
- 国道423号現道（箕面市下止々呂美・下止々呂美交差点 - 池田市木部町・木部町交差点（終点））

### 道路施設

#### 橋梁
- 天狗橋（余野川、池田市、国道423号重複区間内）
- 新千代橋（余野川、池田市、国道423号重複区間内）

## 地理

### 通過する自治体
- 大阪府
  - 豊能郡豊能町 - 箕面市 - 池田市

### 交差する道路
| 交差する道路                                           | 市町村名 | 市町村名 | 交差する場所    | 交差する場所             |
| ------------------------------------------------------ | -------- | -------- | --------------- | ------------------------ |
| 国道477号                                              | 豊能郡   | 豊能町   | 東ときわ台2丁目 | 吉川交番前交差点 / 起点  |
| 箕面市道止々呂美東西線 / 都市計画道路止々呂美東西線    | 箕面市   | 箕面市   | 森町西2丁目     |                          |
| 国道423号 / 現道 重複区間起点                          | 箕面市   | 箕面市   | 下止々呂美      | 下止々呂美交差点         |
| 阪神高速11号池田線                                     | 池田市   | 池田市   | 木部町          | 11-14 池田木部第一出入口 |
| 国道173号 国道423号 / 現道 重複区間終点 国道477号 重複 | 池田市   | 池田市   | 木部町          | 木部町交差点 / 終点      |

### 沿線
- 豊能町立吉川中学校